# Сластенка
Сластенка (рос. Сластёнка) — село у Ертильському районі Воронезької області Російської Федерації.
Населення становить 82 особи (2010). Входить до складу муніципального утворення Щучинсько-Песковське сільське поселення.

## Історія
Від 1938 року належить до Ертильського району.
Згідно із законом від 15 жовтня 2004 року входить до складу муніципального утворення Щучинсько-Песковське сільське поселення.

## Населення
| 2000 | 2010 |
| ---- | ---- |
| 182  | ↘82  |